# سرخو هشت‌خط
نام علمی گونه:
(Lutjanus russelli(Bleeker,۱۸۴۹
نام علمی مترادف: ندارد
نام انگلیسی:Russell's snapper 
نام فارسی: سرخو هشت خط
اندازه : حداکثر اندازه بدن به ۴۰ سانتیمتر می‌رسد. 
مشخصات : دهان کوچک و انتهایی، تمام فلسهای زیر خط جانبی با محور بدن موازی می‌باشد، خط جانبی دارای ۴۸ تا ۵۰ عدد فلس، باله پشتی دارای ۱۰ شعاع سخت و ۸ تا ۹ شعاع نرم، باله مخرجی دارای ۳ شعاع سخت و ۸ شعاع نرم و باله سینه‌ای دارای ۱۶ تا ۱۷ شعاع نرم و باله شکمی دارای یک شعاع سخت و ۵ شعاع نرم می‌باشند. رنگ بدن قهوه‌ای مایل به خاکستری توأم با ۷ خط طولی کمرنگ و کم و بیش مشخص است و در حدود خط قهوه‌ای مایل به خاکستری توأم با ۷ خط طولی کمرنگ و کم و بیش مشخص است و در حدود خط پهلویی دارای یک خال تیره‌است و این خال تیره غالباً زیر بخش قدامی باله پشتی نرم می‌باشد. 
زیست‌شناسی : در آب‌های کم عمق ساحلی روی مناطق سنگی و صخره‌ای تا عمق ۸۰ متری به صورت گله‌های بزرگ زیست کرده و از سخت پوستان و بی مهرگان کفزی تغذیه می‌نماید. 

## نامهای مورد استفاده در جنوب ایران
وسایل صید: قلاب دستی، گرگور و ترال کف.